# Couque de Dinant
Couque de Dinant er en meget hård og sød kiks, der stammer fra byen Dinant i det sydlige Belgien.

## Forberedelse
Couque de Dinant fremstilles med brug af kun 2 ingredienser, nemlig hvedemel og honning, der tilføjes i lige store mængder efter pund-til-pund-metoden. Dejen trykkes herefter i en træform lavet af enten pære-, valnød- eller bøgetræ. Formene fremstilles i forskellige størrelser og faconer, eksempelvis dyr, blomster, personer eller landskaber. Herefter vendes de ud på bagpladen.
Kiksen bages i en forvarmet ovn ved 300°C i 15 minutter, hvilket karameliserer honningen. Ved nedkølingen af kiksen, bliver den meget hård og kan angiveligt holde sig for evigt. Grundet netop denne egenskab, bliver Couque de Dinant brugt som dekoration i hjemmet, pynt på juletræet eller som en forevigelse af eller til minde om en særlig begivenhed.
En variant af kiksen hedder Couque de Rins, hvor man også tilføjer sukker til dejen, hvilket gør den sødere og knap så hård.

## Indtagelse
På grund af deres hårde konsistent og store størrelse er Couque de Dinant ikke beregnet til at blive spist direkte, som andre kiks og kager. I stedet brækker man dem i mindre stykker og bidder, som man så efterfølgende gumler og sutter på, som bolsjer, eller dyppet i kaffen. Man har også brugt at give bidder af kiksen til babyer, mens de døjede med de første tænder
Selvom forretninger, der sælger Couque de Dinant, har det primære salg i turistsæsonen, oplever de også et større salg omkring Saint Nicholas Day i december. Ved den højtid sælges og spises kiksene over hele Belgien.
Den præcise oprindelse af Couque de Dinant er uvis, men man kan stadig finde forme fra 1800-tallet i dag, der stadig bruges, og historie tyder på, kiksen er endnu ældre end det og stammer fra middelalderen.